# LM-57
LM-57（ロシア語: ЛМ-57）は、かつてソビエト連邦（現：ロシア連邦）各地の路面電車で使用されていた電車。多数の新要素を導入した事から、主要な導入先であったレニングラード（現：サンクトペテルブルク）では「スティリヤガ（Стиляга）」と言う愛称で呼ばれていた。
この項目では、LM-57を基に製造された試作車のLM-67（ЛМ-67）についても解説する。

## 概要
レニングラード（現：サンクトペテルブルク）の輸送用機器メーカーであった車両修理工場（→ペテルブルク路面電車機械工場）は、1930年代の創設以降地元のレニングラード市電を始めソ連各地に向けて多数の路面電車車両を製造し続けていた。だが、LM-49で車体の軽量化や強度の増加がなされた一方、主要部品や電気機器については旧来の構造のままであり、レニングラード市当局からは抜本的な近代化が求められていた。その要望に応える形でレニングラード路面電車修理工場が開発したのがLM-57である。
ループ線が終端に存在する路線での運用を前提とした片運転台のボギー車で、折戸式の乗降扉が右側3箇所に設けられていた。設計当初は連結運転を行う事が想定されていたが、当時レニングラードでは地下鉄（レニングラード地下鉄）の建設が行われており、将来的な路面電車の利用客の減少が予想されていた事から連結器の設置が行われず、1両（単車）での運用を前提とする方針へと変更した。そのため車両に連結器は設置されていなかった。後述するディスクブレーキに加え、乗降扉やワイパー、集電装置（菱形パンタグラフ）の可動には圧縮空気が用いられた。車内には発電ブレーキの熱を利用した温水式のヒーターが設置されており、従来の車両よりも暖房効果が高く乗客から好評を得た。
LM-57は連結器の有無に加え、従来の電車から以下のような車体・機器の刷新が行われた。
- 車体デザイン - LM-57の車体形状は従来の車両のような直方体から一変し、インダストリアルデザイナーのI.A.ヴァクソン（И. А. Ваксом）が手掛けた、丸みを帯びた流線形のデザインが取り入れられた[8][6][5]。
- 台車 - LM-57の台車には防振ゴムを挟んだ弾性車輪が用いられ、騒音が大幅に削減された[2][3][6][5]。
- 速度制御 - 従来の車両は、運転台からの速度制御方法として主電動機に流れる電流を直接制御器で操作する直接制御が用いられていた。この方法は構造が簡素となる反面、ハンドルの動作が重くなる欠点があり、更に安全性の面でも難があった。そのため、LM-57は制御用の回路（24 V）を独自に設けた間接制御が導入された[2][3]。
- 制動装置 - LM-57の制動装置には発電ブレーキ、空気式ディスクブレーキに加え、電磁吸着ブレーキが非常用として初めて採用された[2][6][5]。

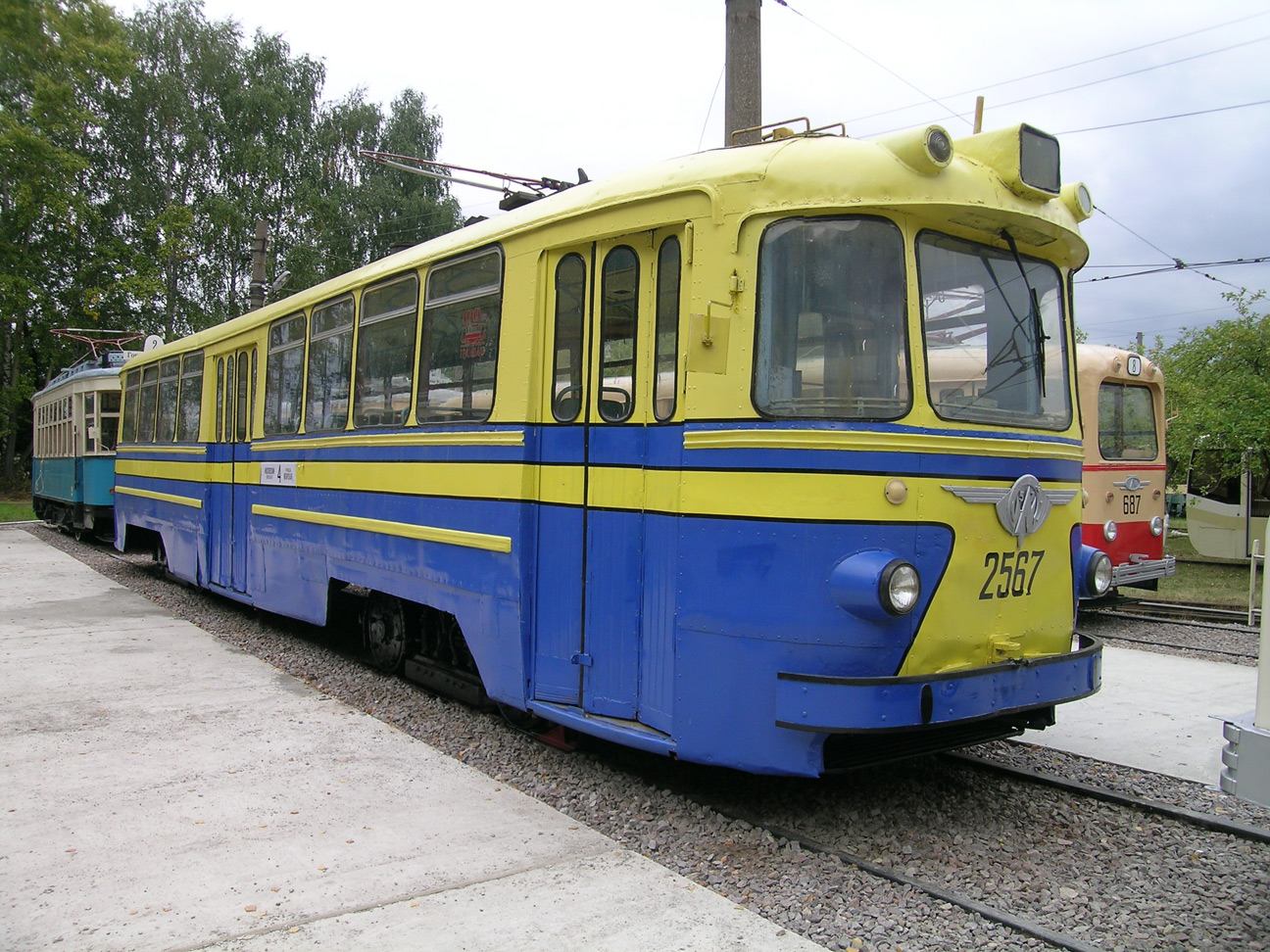
乗降扉は右側にのみ存在する（ニジニ・ノヴゴロド）
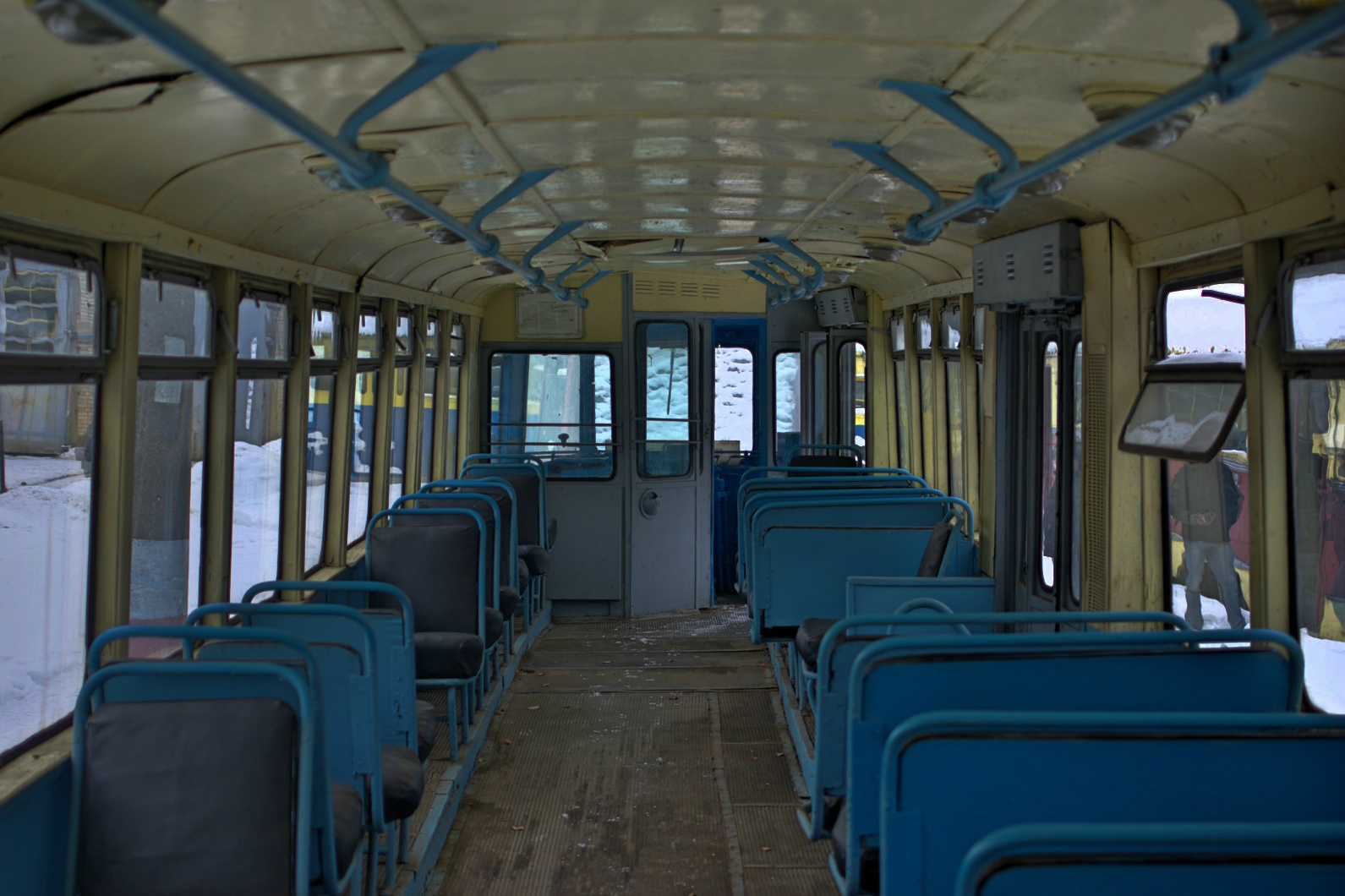
車内（ニジニ・ノヴゴロド）

## 運用
1957年から量産が始まり、後述する後継形式のLM-68の製造が本格化した1969年までに1,038両が製造された。大半はレニングラード（レニングラード市電）に導入されたが、ゴーリキー（ゴーリキー市電）やタシュケント（タシュケント市電）など他都市への導入も実施された。その後、レニングラード市電からは1986年に引退し、ゴーリキー（現：ニジニ・ノヴゴロド）を始めとする他都市でも1980年代に営業運転を終了している。
LM-57が導入された都市は以下の通りである。都市名はソビエト連邦時代のものを記す。
| LM-57 導入都市一覧                      | LM-57 導入都市一覧 |
| 都市                                    | 導入車両数         |
| --------------------------------------- | ------------------ |
| レニングラード (レニングラード市電)     | 711両              |
| ゴーリキー (ゴーリキー市電)             | 75両               |
| タシュケント (タシュケント市電)         | 75両               |
| マグニトゴルスク (マグニトゴルスク市電) | 70両               |
| ニジニ・タギル (ニジニ・タギル市電)     | 55両               |
| サラトフ (サラトフ市電)                 | 30両               |
| アルハンゲリスク (アルハンゲリスク市電) | 13両               |
| カザン (カザン市電)                     | 9両                |

## 保存

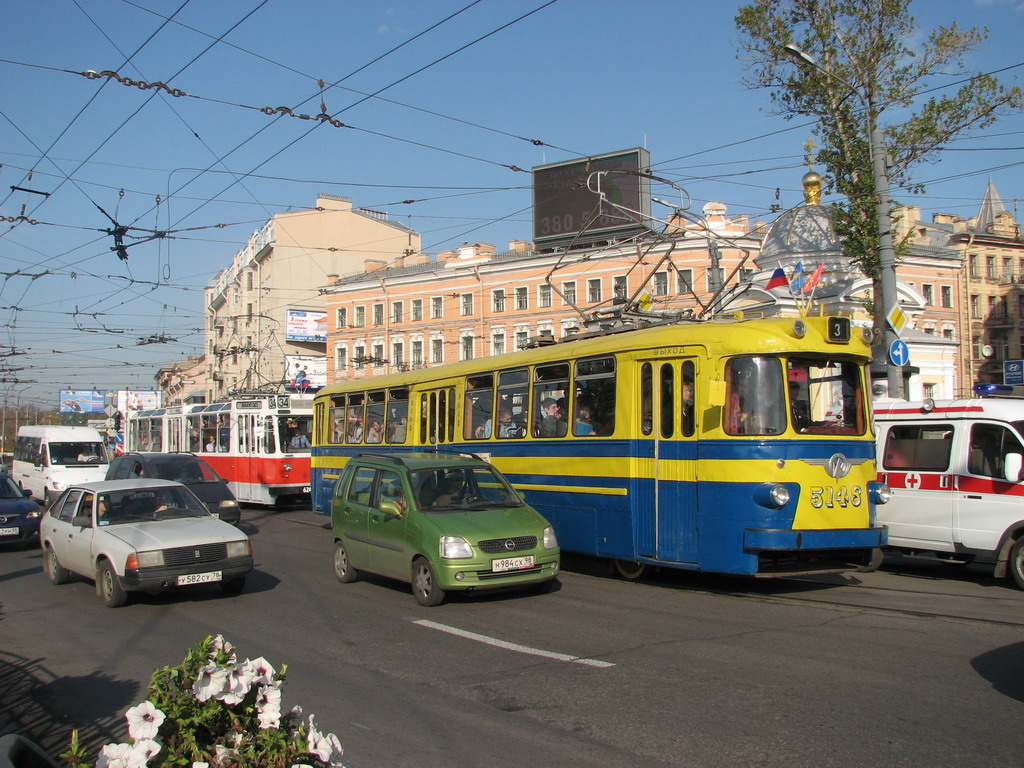
5148（右）（2007年撮影）

- サンクトペテルブルク - サンクトペテルブルク市電に導入されたLM-57のうち、5148は引退後原型を維持したままペテルブルク電気車両博物館（Ретро-трамвай — петербургская классика）で動態保存されている。また、博物館は架線検測車に改造された5733に加えて、1980年代以降観光用に使用されたものの1990年代に一部が解体された5422も収蔵している[3][10]。

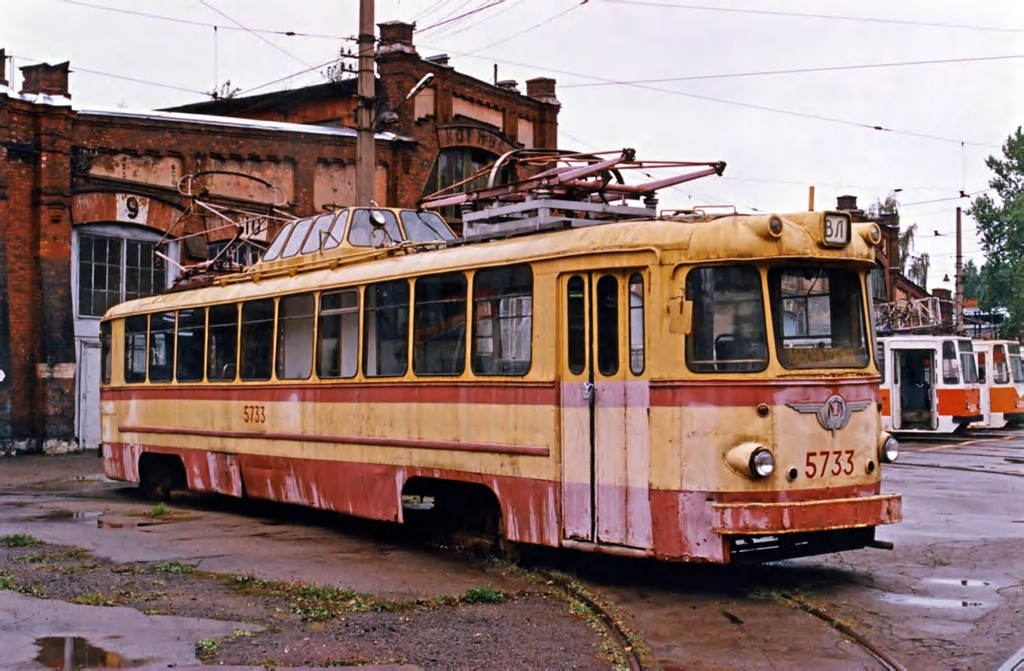
5733（2002年撮影）

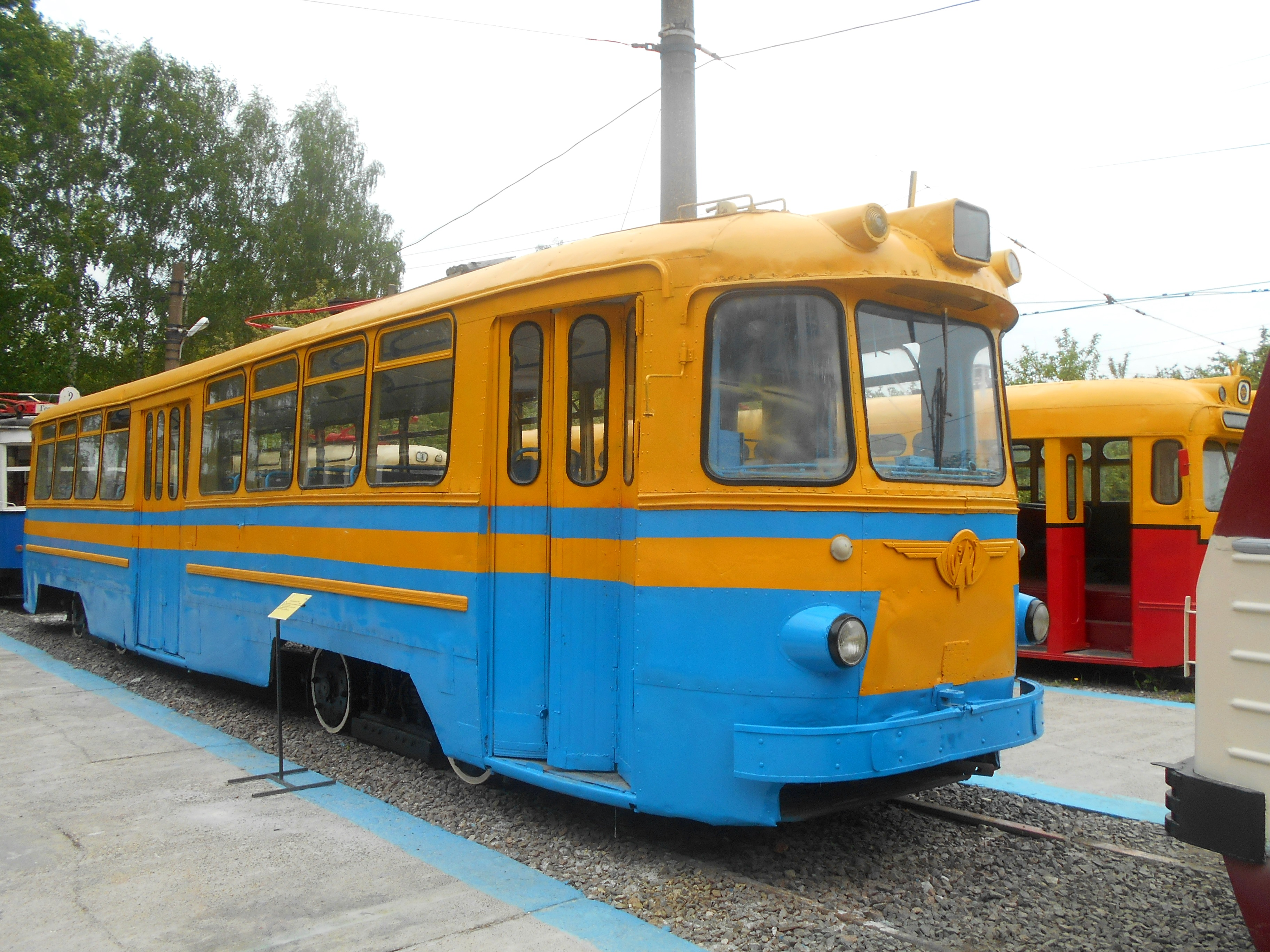
2567（2016年撮影）

- ニジニ・ノヴゴロド - ニジニ・ノヴゴロド市電（旧：ゴーリキー市電）に導入されたLM-57は1983年まで使用されていたが、そのうち2567はニジニ・ノヴゴロド路面電車博物館（ロシア語版）に保存されている。1990年代までは走行可能な状態に置かれていたものの、以降は長期に渡って留置されていたが、博物館の開設に合わせて修繕工事が行われた。ただし動態復元に多額の費用が掛かる事から2020年現在は静態保存車両として展示されている[4][11]。

## LM-67
LM-57のうち、1967年に製造された1両（5120）については、新型電車開発に向けた試験車両として車体形状を変更した「LM-67（ЛМ-67）」として製造された。電気機器や側面の形状はLM-57と同型であった一方、前面窓は大型ガラス1枚窓に変更され、先頭形状も直線的なものに改められた。前照灯・尾灯の位置も変わり、前面窓下部の左右に設置されたケース内に取り付けられた。レニングラード市電で1983年まで試験や営業運転が行われ、その実績は1968年から製造が始まったLM-68以降の形式に活かされた。

## 関連形式
- LM-68M - サンクトペテルブルク市電に在籍するボギー車。2010年代以降実施されている更新工事の中で、1両についてはLM-57を基にしたレトロ調の車体が新造されている[12]。
- 71-421R、71-431R - サンクトペテルブルク市電で使用されている超低床連接車。両形式ともLM-57を基にしたレトロ調のデザインが採用されている[13][14]。

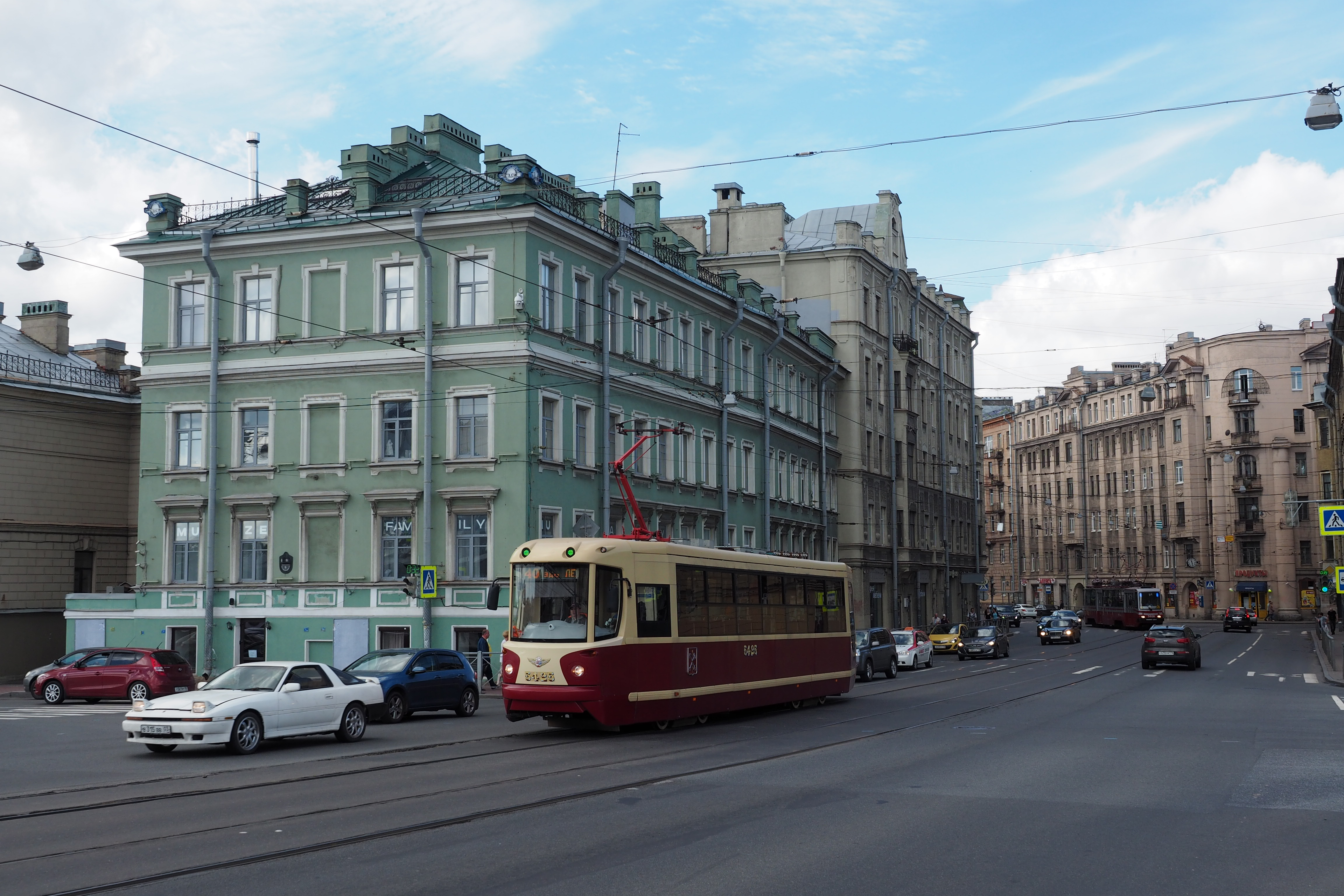
レトロ調の車体への更新が実施されたLM-68M（2016年撮影）
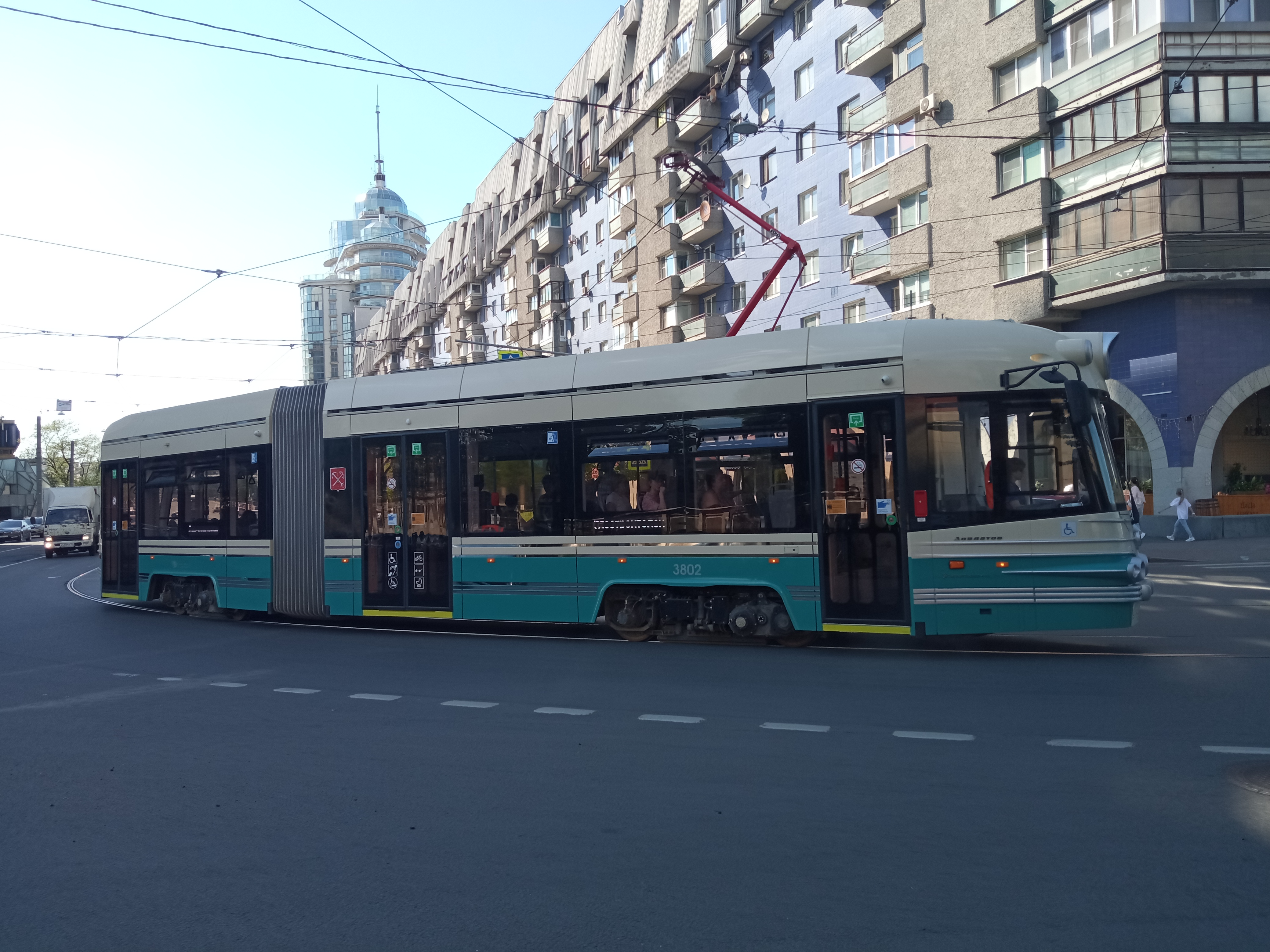
2車体連接車の71-421R（2024年撮影）
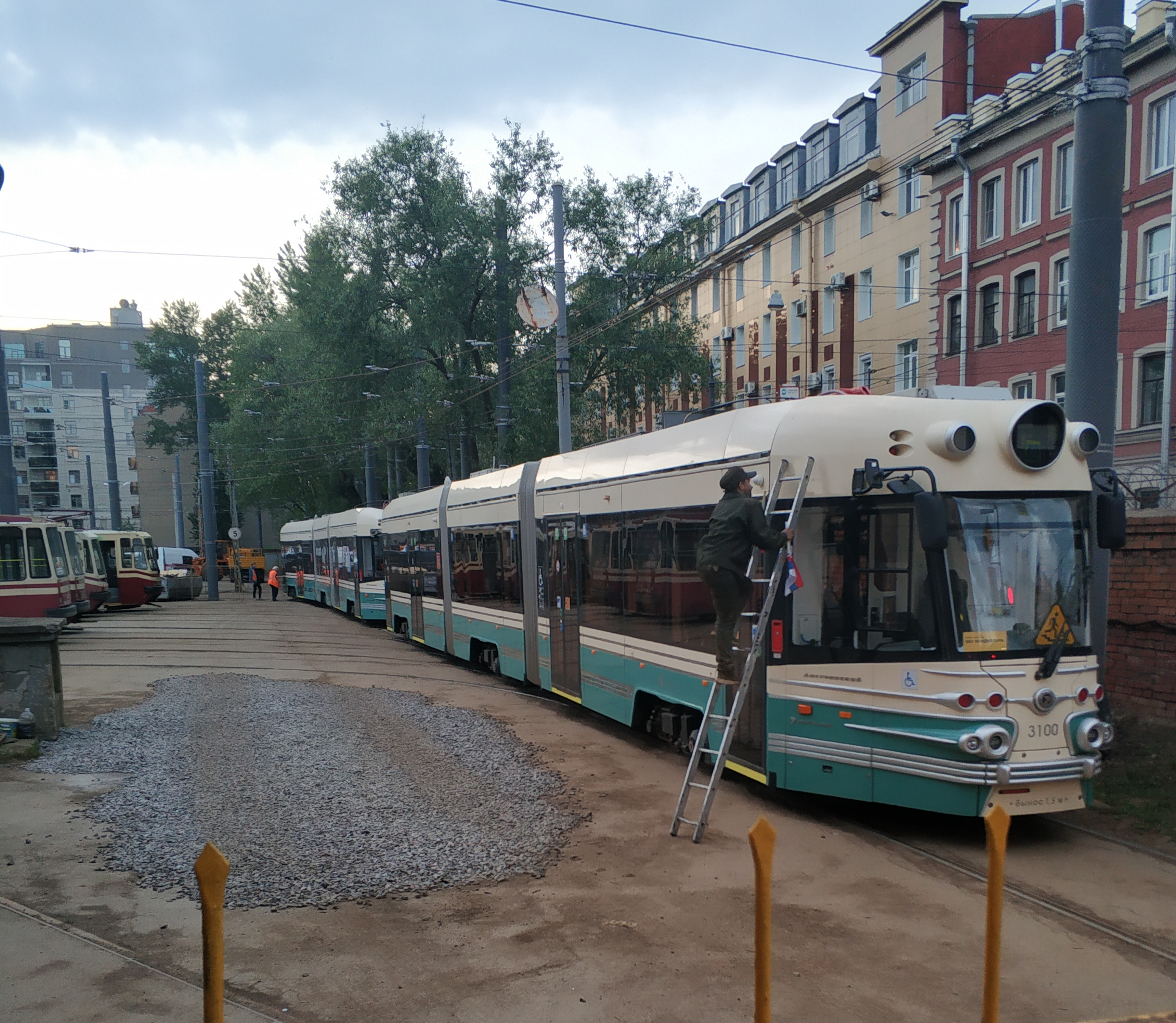
3車体連接車の71-431R（2024年撮影）